# كيفن هيلي
كيفن هيلي (بالإنجليزية: Kevin Healy)‏ هو لاعب كرة قدم أسترالية أسترالي، ولد في 26 يناير 1937.

## وصلات خارجية
- كيفن هيلي على موقع AustralianFootball.com (الإنجليزية)
- كيفن هيلي على موقع AFLtables.com (الإنجليزية)